# Gilia ochroleuca
Gilia ochroleuca là một loài thực vật có hoa trong họ Polemoniaceae. Loài này được M.E.Jones mô tả khoa học đầu tiên năm 1898.